# Pedrógão Grande
Pedrógão Grande ist eine  Kleinstadt (Vila) und ein Kreis (Concelho) in Portugal mit 2256 Einwohnern (Stand 19. April 2021).

## Geschichte
Spuren menschlicher Besiedlungen finden sich hier aus dem zweiten Jahrtausend v. Chr. bis zur römischen Besatzung. Die erste Erwähnung des heutigen Ortes findet sich in einem Dokument von 1135. Im Jahr 1195 erhielt der Ort erstmals Stadtrechte (Foral), die 1513 von König Manuel I. erneuert und erweitert wurden.
Im Juni 2017 war die Region Pedrógão Grande das Zentrum großflächiger Waldbrände, denen mehr als 60 Menschen zum Opfer fielen.

## Kultur und Sehenswürdigkeiten
Der zu besichtigende römische Ofen steht ebenso unter Denkmalschutz, wie eine Reihe Herrenhäuser und Sakralbauten.
Der Ort ist umgeben von nahezu unberührt wirkender Natur, mit Wassersportmöglichkeiten an den Wasserläufen der Umgebung und insbesondere am Stausee Barragem do Cabril. Eine Reihe längerer Wanderwege durchziehen das Gebiet des Kreises.
Unweit des Gemeindehauptortes Pedrógão Grande liegt das Dorf Mosteiro, eines der traditionellen Schieferdörfer der Aldeias do Xisto.

## Verwaltung

### Kreis
Pedrógão Grande ist Verwaltungssitz eines gleichnamigen Kreises. Die Nachbarkreise sind (im Uhrzeigersinn im Norden beginnend): Castanheira de Pêra, Góis, Pampilhosa da Serra, Sertã sowie Figueiró dos Vinhos.
Die folgenden Gemeinden (freguesias) liegen im Kreis Pedrógão Grande: 

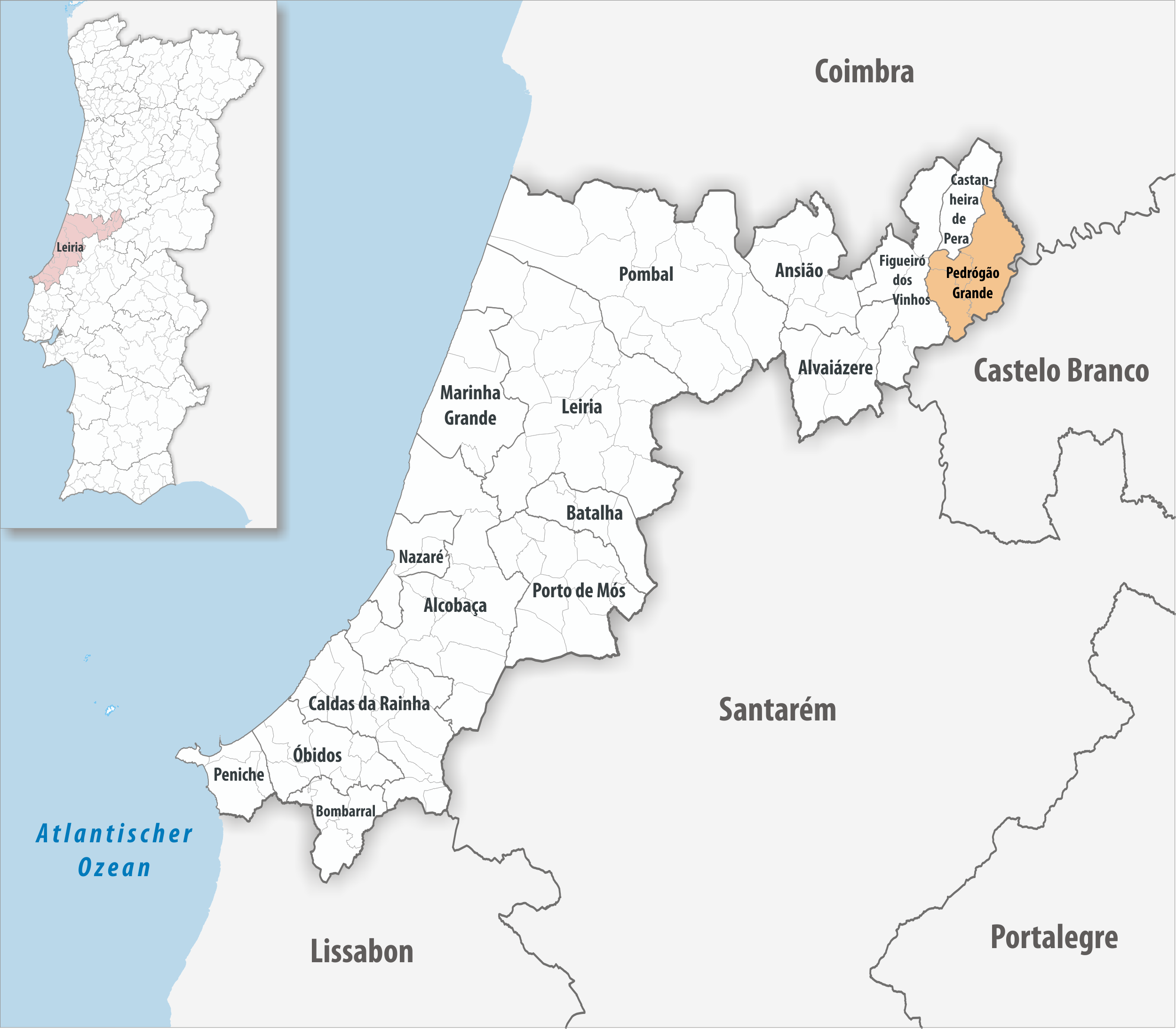
Kreis Pedrógão Grande

| Gemeinde              | Einwohner (2021) | Fläche km² | Dichte Einw./km² | LAU- Code |
| --------------------- | ---------------- | ---------- | ---------------- | --------- |
| Graça                 | 598              | 31,44      | 19               | 101301    |
| Pedrógão Grande       | 2.256            | 80,25      | 28               | 101302    |
| Vila Facaia           | 536              | 17,06      | 31               | 101303    |
| Kreis Pedrógão Grande | 3.390            | 128,75     | 26               | 1013      |

### Bevölkerungsentwicklung
| Einwohnerzahl im Kreis Pedrógão Grande (1801–2011) | Einwohnerzahl im Kreis Pedrógão Grande (1801–2011) | Einwohnerzahl im Kreis Pedrógão Grande (1801–2011) | Einwohnerzahl im Kreis Pedrógão Grande (1801–2011) | Einwohnerzahl im Kreis Pedrógão Grande (1801–2011) | Einwohnerzahl im Kreis Pedrógão Grande (1801–2011) | Einwohnerzahl im Kreis Pedrógão Grande (1801–2011) | Einwohnerzahl im Kreis Pedrógão Grande (1801–2011) | Einwohnerzahl im Kreis Pedrógão Grande (1801–2011) | Einwohnerzahl im Kreis Pedrógão Grande (1801–2011) |
| -------------------------------------------------- | -------------------------------------------------- | -------------------------------------------------- | -------------------------------------------------- | -------------------------------------------------- | -------------------------------------------------- | -------------------------------------------------- | -------------------------------------------------- | -------------------------------------------------- | -------------------------------------------------- |
| 1801                                               | 1849                                               | 1900                                               | 1930                                               | 1960                                               | 1981                                               | 1991                                               | 2001                                               | 2011                                               |                                                    |
| 6691                                               | 9132                                               | 14157                                              | 8877                                               | 8239                                               | 5842                                               | 4643                                               | 4398                                               | 3916                                               |                                                    |

### Kommunaler Feiertag
- 24. Juli